# بیر ماونتین (ویرجینیای غربی)
بیر ماونتین (به انگلیسی: Bear Mountain) یک منطقهٔ مسکونی در ایالات متحده آمریکا است که در شهرستان باربر، ویرجینیای غربی واقع شده‌است. بیر ماونتین ۳۵۹٫۹۷ متر بالاتر از سطح دریا واقع شده‌است.